# Lista de Estados signatários da Convenção do Património Cultural Imaterial
Esta é a lista dos 75 Estados signatários da Convenção do Patrimônio Cultural Imaterial da UNESCO, atualizada até 23 de Fevereiro de 2007.

## Estados signatários
| Estado signatário          | Data                 | Bens inscritos | Tipo de instrumento |
| -------------------------- | -------------------- | -------------- | ------------------- |
| Albânia                    | 4 de Abril 2006      | 1              | ratificação         |
| Argélia                    | 15 de Março 2004     | 1              | aprovação           |
| Argentina                  | 9 de Agosto 2006     | –              | ratificação         |
| Armênia                    | 18 de Maio 2006      | 1              | ratificação         |
| Azerbaijão                 | 18 de Janeiro 2007   | –              | ratificação         |
| Bélgica                    | 24 de Março 2006     | 1              | ratificação         |
| Bielorrússia               | 3 de Fevereiro 2005  | –              | ratificação         |
| Bolívia                    | 28 de Fevereiro 2006 | 2              | ratificação         |
| Brasil                     | 1 de Março 2006      | 2              | ratificação         |
| Bulgária                   | 10 de Março 2006     | 1              | ratificação         |
| Burkina Faso               | 21 de Julho 2006     | –              | ratificação         |
| Burundi                    | 25 de Agosto 2006    | –              | ratificação         |
| Butão                      | 12 de Outubro 2005   | 1              | ratificação         |
| Camboja                    | 13 de Junho 2006     | 2              | ratificação         |
| Centro-Africana, República | 7 de Dezembro 2004   | 1              | ratificação         |
| China                      | 2 de Dezembro 2004   | 4              | ratificação         |
| Chipre                     | 24 de Fevereiro 2006 | –              | ratificação         |
| Coréia do Sul              | 9 de Fevereiro 2005  | 3              | aceitação           |
| Costa do Marfim            | 13 de Julho 2006     | 1              | ratificação         |
| Costa Rica                 | 23 de Fevereiro 2007 | –              | ratificação         |
| Croácia                    | 28 de Julho 2005     | –              | ratificação         |
| Dominica                   | 5 de Setembro 2005   | –              | ratificação         |
| Dominicana, República      | 2 de Outubro 2006    | –              | ratificação         |
| Egito                      | 3 de Agosto 2005     | 1              | ratificação         |
| Emirados Árabes Unidos     | 2 de Maio 2005       | –              | ratificação         |
| Eslováquia                 | 24 de Março 2006     | 1              | ratificação         |
| Espanha                    | 25 de Outubro 2006   | –              | ratificação         |
| Estônia                    | 27 de Janeiro 2006   | 2              | aprovação           |
| Etiópia                    | 24 de Fevereiro 2006 | –              | ratificação         |
| Filipinas                  | 18 de Agosto 2006    | –              | ratificação         |
| França                     | 11 de Julho 2006     | –              | aprovação           |
| Gabão                      | 18 de Junho 2004     | –              | aceitação           |
| Grécia                     | 3 de Janeiro 2007    | –              | ratificação         |
| Guatemala                  | 25 de Outubro 2006   | –              | ratificação         |
| Honduras                   | 24 de Julho 2006     | –              | ratificação         |
| Hungria                    | 17 de Março 2006     | –              | ratificação         |
| Índia                      | 9 de Setembro 2005   | 3              | ratificação         |
| Irã                        | 23 de Março 2006     | –              | ratificação         |
| Islândia                   | 23 de Novembro 2005  | –              | ratificação         |
| Japão                      | 15 de Junho 2004     | 3              | aceitação           |
| Jordânia                   | 24 de Março 2006     | 1              | ratificação         |
| Letônia                    | 14 de Janeiro 2005   | 1              | aceitação           |
| Líbano                     | 8 de Janeiro 2007    | –              | aceitação           |
| Lituânia                   | 21 de Janeiro 2005   | 2              | ratificação         |
| Luxemburgo                 | 31 de Janeiro 2006   | –              | aprovação           |
| Macedônia, República da    | 13 de Junho 2006     | –              | ratificação         |
| Madagascar                 | 31 de Março 2006     | 1              | ratificação         |
| Mali                       | 3 de Junho 2005      | 1–             | ratificação         |
| Marrocos                   | 6 de Julho 2006      | 2              | ratificação         |
| Maurício                   | 4 de Junho 2004      | –              | ratificação         |
| Mauritânia                 | 15 de Novembro 2006  | –              | ratificação         |
| México                     | 14 de Dezembro 2005  | 1              | ratificação         |
| Moldávia                   | 24 de Março 2006     | –              | ratificação         |
| Mongólia                   | 29 de Junho 2005     | 2              | ratificação         |
| Nicarágua                  | 14 de Fevereiro 2006 | 1              | ratificação         |
| Nigéria                    | 21 de Outubro 2005   | 1              | ratificação         |
| Noruega                    | 17 de Janeiro 2007   | –              | ratificação         |
| Omã                        | 4 de Agosto 2005     | –              | ratificação         |
| Panamá                     | 20 de Agosto 2004    | –              | ratificação         |
| Paquistão                  | 7 de Outubro 2005    | –              | ratificação         |
| Paraguai                   | 14 de Setembro 2006  | –              | ratificação         |
| Peru                       | 23 de Setembro 2005  | 1              | ratificação         |
| Quirguistão                | 6 de Novembro 2006   | –              | ratificação         |
| Romênia                    | 20 de Janeiro 2006   | 1              | aceitação           |
| Santa Lúcia                | 1 de Fevereiro 2007  | –              | ratificação         |
| São Tomé e Príncipe        | 25 de Julho 2006     | –              | ratificação         |
| Senegal                    | 5 de Janeiro 2006    | 1              | ratificação         |
| Síria                      | 11 de Março 2005     | –              | ratificação         |
| Seychelles                 | 15 de Fevereiro 2005 | –              | ratificação         |
| Tunísia                    | 24 de Julho 2006     | –              | ratificação         |
| Turquia                    | 27 de Março 2006     | 2              | ratificação         |
| Uruguai                    | 18 de Janeiro 2007   | –              | ratificação         |
| Vietnam                    | 20 de Setembro 2005  | 2              | ratificação         |
| Zâmbia                     | 10 de Maio 2006      | 2              | aprovação           |
| Zimbábue                   | 30 de Maio 2006      | 1              | aceitação           |